# Ченар-Рудхан
Ченар-Рудхан (перс. چناررودخان) — село в Ірані, у дегестані Чубар, у бахші Ахмадсарґураб, шагрестані Шафт остану Ґілян. За даними перепису 2006 року, його населення становило 481 особу, що проживали у складі 117 сімей.

## Клімат
Середня річна температура становить 14,28°C, середня максимальна – 28,26°C, а середня мінімальна – 0,04°C. Середня річна кількість опадів – 828 мм.
| Клімат поселення                              | Клімат поселення | Клімат поселення | Клімат поселення | Клімат поселення | Клімат поселення | Клімат поселення | Клімат поселення | Клімат поселення | Клімат поселення | Клімат поселення | Клімат поселення | Клімат поселення | Клімат поселення |
| Показник                                      | Січ.             | Лют.             | Бер.             | Квіт.            | Трав.            | Черв.            | Лип.             | Серп.            | Вер.             | Жовт.            | Лист.            | Груд.            |                  |
| Середній максимум, °C                         | 11,46            | 11,79            | 12,84            | 17,42            | 20,89            | 26,80            | 28,26            | 28,18            | 23,56            | 20,85            | 17,15            | 12,30            |                  |
| Середня температура, °C                       | 5,75             | 6,09             | 7,14             | 11,72            | 15,18            | 21,11            | 23,94            | 23,86            | 19,25            | 16,53            | 12,83            | 7,97             |                  |
| Середній мінімум, °C                          | 0,04             | 0,37             | 1,42             | 6,03             | 9,48             | 15,40            | 19,62            | 19,54            | 14,92            | 12,21            | 8,52             | 3,64             |                  |
| Норма опадів, мм                              | 84               | 70               | 76               | 57               | 40               | 24               | 19               | 36               | 75               | 117              | 106              | 124              |                  |
| Середньомісячна швидкість вітру, м/с          | 2.20             | 2.34             | 2.40             | 2.39             | 2.25             | 2.46             | 2.50             | 2.30             | 2.06             | 2.04             | 1.90             | 1.94             |                  |
| Середньомісячна сонячна радіація, кДж/м²·день | 7022             | 9166             | 11299            | 15856            | 19872            | 22378            | 23200            | 19716            | 16183            | 11171            | 8776             | 6750             |                  |
| --------------------------------------------- | ---------------- | ---------------- | ---------------- | ---------------- | ---------------- | ---------------- | ---------------- | ---------------- | ---------------- | ---------------- | ---------------- | ---------------- | ---------------- |
| Джерело:                                      |                  |                  |                  |                  |                  |                  |                  |                  |                  |                  |                  |                  |                  |